# Arkadi Maslow
Arkadi Maslow (ukrainien : Аркадій Маслов;  russe : Аркадий Маслов ; également retranscrit Arkadij Maslow), né Isaak Jefimowitsch Tschemerinski (ukrainien : Ісаак Юхимович Чемеринський ; russe : Исаак Ефимович Чемеринский), né le 9 mars 1891 à Elisavetgrad (Empire russe, actuelle Kropyvnytskyï en Ukraine) et mort le 20 novembre 1941 à La Havane (Cuba), était un militant communiste d'origine ukrainienne, cadre dirigeant du Parti communiste d'Allemagne durant les années 1920.

## Biographie
Isaak Jefimowitsch Tschemerinski naît dans une famille de commerçants juifs en Ukraine, alors dans l'Empire russe. En 1899, il suit sa famille à Berlin. Après avoir suivi des cours de piano au conservatoire, il entame en 1912 des études scientifiques, durant lesquelles il côtoie Albert Einstein et Max Planck. Au début de la Première Guerre mondiale, il est interné en tant que sujet russe, mais s'engage ensuite dans l'armée impériale allemande, où il est employé comme interprète dans des camps de prisonniers.
Son expérience de la guerre le radicalise politiquement et il se rapproche de la Ligue spartakiste. Ayant repris ses études après le conflit, il fait la connaissance de Paul Levi et de Ruth Fischer, qui le convainquent d'adhérer au Parti communiste d'Allemagne (KPD) ; il est élu au comité central du parti en novembre 1920. C'est à cette même époque qu'il se rebaptise Arkadi Maslow. Avec Ruth Fischer qui devient sa compagne, il dirige la tendance de gauche du KPD : Fischer et Maslow, avec la tendance « de droite » du parti dirigée par Heinrich Brandler et August Thalheimer, s'opposent au leadership de Paul Levi à la tête du KPD et contribuent à son départ.
En 1921, Arkadi Maslow devient le responsable de la rubrique internationale de Die Rote Fahne, le journal du parti. En 1922, arrêté par la police, il reconnaît être en contact avec les autorités soviétiques, en liaison notamment avec Léon Trotski et Karl Radek ; condamné à huit mois de prison pour défaut de passeport, il passe un temps dans la clandestinité pour éviter l'incarcération. Une rumeur au sein du KPD l'accuse alors d'être un informateur au service de la police. En 1923, au moment de l'échec de l'insurrection dite de l'« octobre allemand », dont il avait soutenu le projet, il se trouve à Moscou, où il est interrogé au sujet de son arrestation de 1922 par un comité d'enquête de l'Internationale communiste. Le comité décrète qu'il devra être démis de ses fonctions au sein du KPD, mais la décision est annulée sur intervention de Staline.
Après l'échec de l'octobre allemand et l'éviction de la tendance Brandler-Thalheimer, la tendance Fischer-Maslow prend la tête du KPD ; en avril 1924, Arkadi Maslow est élu au bureau politique du parti. Il est cependant arrêté en mai 1925, et reste incarcéré jusqu'en juillet 1926. En juillet 1925, alors qu'il est encore en prison, l'Internationale communiste publie une lettre condamnant la direction « gauchiste » du KPD. Jusqu'ici protégés par Grigori Zinoviev, Ruth Fischer et Arkadi Maslow sont désormais en disgrâce aux yeux de Staline et de son camp, qui leur préfère Ernst Thälmann. En août 1926, le groupe Fischer-Maslow est exclu du KPD ; la décision est ensuite confirmée par le Komintern. En 1928, lors du 6e congrès de l'Internationale, Arkadi Maslow et Ruth Fischer tentent d'obtenir leur réintégration, qui leur est refusée. Ils rejoignent alors l'opposition communiste au stalinisme et participent à la fondation d'un nouveau mouvement, le Leninbund, qu'ils quittent cependant rapidement, après la capitulation de Zinoviev face à Staline. En 1933, après l'arrivée au pouvoir d'Hitler, Ruth Fischer et Arkadi Maslow doivent quitter l'Allemagne et se réfugient en France.
En 1934, Ruth Fischer et Arkadi Maslow renouent à Paris avec Trotski, à qui ils se rallient. En 1940, après l'invasion allemande de la France, ils partent pour le continent américain. Ruth Fischer reçoit un visa pour les États-Unis, mais Arkadi Maslow est contraint d'attendre à Cuba, faute d'avoir reçu un visa d'entrée. Le 20 novembre 1941, il est retrouvé mort dans une rue de La Havane. L'enquête conclut à une crise cardiaque ; Ruth Fischer et Franz Pfemfert étaient, de leur côté, convaincus que Maslow avait été assassiné par le NKVD,.